# Neufbosc
Neufbosc é uma comuna francesa na região administrativa da Normandia, no departamento de Sena Marítimo. Estende-se por uma área de 5,12 km². Em 2010 a comuna tinha 406 habitantes (densidade: 79,3 hab./km²).